# Oberhavel (district)
Districtul Oberhavel este un Kreis în landul Brandenburg, Germania.
1. 1 2 3  GeoNames